# William Gossage
William Gossage (Burgh-le-Marsh, 12 maggio 1799 – Dunham Massey, 9 aprile 1877) è stato un chimico inglese.

## Biografia
Era il più giovane di 13 figli, quando aveva 12 anni andò a lavorare da suo zio (era chimico e farmacista), in seguito si dedicò allo studio della chimica e del francese. I suoi lavori più importanti furono realizzati negli anni 1830 – 1854. Fra i suoi più importanti interventi oltre alla preparazione della soda caustica che mise in commercio in recipienti di ferro, riuscì anche ad ottenere del sapone ad un costo molto inferiore rispetto al passato.  Fondò un'industria manifatturiera di saponi a Widnes, nel nord ovest dell'Inghilterra. La marca prese il suo nome ed ebbe un grandissimo successo, e fu in seguito rilevata da Unilever. Sebbene la fabbrica sia stata demolita, restano ancora oggi gli uffici che Gossage aveva fatto costruire, e che oggi fanno parte del museo della scienza Catalyst.
William Gossage si sposò con Mary Herbert nel 1824 dalla quale ebbe 7 figli, dei quali due continuarono gli affari anche dopo la morte del padre. Morì nella sua proprietà a Dunham Massey, venne seppellito nel cimitero di Smithdown Lane, Liverpool.